# Bazuel
Bazuel is een gemeente in het Franse Noorderdepartement (regio Hauts-de-France) en telt 571 inwoners (1999). De plaats maakt deel uit van het arrondissement Cambrai.

## Geografie
De oppervlakte van Bazuel bedraagt 11,8 km², de bevolkingsdichtheid is 48,4 inwoners per km².
De onderstaande kaart toont de ligging van Bazuel met de belangrijkste infrastructuur en aangrenzende gemeenten.

## Demografie
Onderstaande figuur toont het verloop van het inwonertal (bron: INSEE-tellingen).